# Vermivora bachmanii
Vermivora bachmanii е вид птица от семейство Parulidae.

## Разпространение
Видът е разпространен в Куба и САЩ.